# Суданська трава
Суданська трава або сорго трав'янисте (Sorghum bicolor subsp. drummondii) — однорічна кормова рослина з роду сорго (Sorghum), родини тонконогових (Poaceae).
Відрізняється від сорго звичайного (Sorghum bicolor subsp. bicolor) в тому, що зерна не є розкриті при дозріванні.
За поживністю і рівнем урожаю суданська трава займає перше місце серед однорічних тонконогових трав. Суданська трава теплолюбна й досить посухостійка; її вирощують на зелений корм, сіно і силос. Її висівають як у чистому вигляді, так і в сумішах з однорічними бобовими рослинами.
Походить з Африки. В Україні поширена з 1910-х років — у степу, Лісостепу та на Кубані.
В Україні районовано сорти:
- Дніпропетровська 876
- Миронівська 10
- Одеська 25
- Чорноморка
- Сорго-судаковий гібрид 5 та ін.